# Arrondissement Charleville-Mézières
Charleville-Mézières is een arrondissement van het Franse departement Ardennes in de regio Grand Est. De onderprefectuur is Charleville-Mézières. Tot 1966 droeg het arrondissement de naam Mézières.

## Kantons
Het arrondissement was tot 2014 samengesteld uit de volgende kantons:
- Kanton Charleville-Centre
- Kanton Charleville-La Houillère
- Kanton Flize
- Kanton Fumay
- Kanton Givet
- Kanton Mézières-Centre-Ouest
- Kanton Mézières-Est
- Kanton Monthermé
- Kanton Nouzonville
- Kanton Omont
- Kanton Renwez
- Kanton Revin
- Kanton Rocroi
- Kanton Rumigny
- Kanton Signy-l'Abbaye
- Kanton Signy-le-Petit
- Kanton Villers-Semeuse

Na de herindeling van de kantons in 2014, met uitwerking in maart 2015, zijn dat:
- Kanton Bogny-sur-Meuse
- Kanton Charleville-Mézières-1
- Kanton Charleville-Mézières-2
- Kanton Charleville-Mézières-3
- Kanton Charleville-Mézières-4
- Kanton Givet
- Kanton Nouvion-sur-Meuse
- Kanton Revin
- Kanton Rocroi
- Kanton Rumigny
- Kanton Signy-l'Abbaye (deel 35/71)
- Kanton Villers-Semeuse